# Skålliden
Skålliden är ett naturreservat i Sorsele kommun i Västerbottens län.
Området är naturskyddat sedan 1997 och är 45 hektar stort. Reservatet består av gles tallskog.